# Ultraviolence
Ultraviolence – trzeci studyjny album amerykańskiej piosenkarki Lany Del Rey. Wydany 13 czerwca 2014. Płytę promował teledysk do utworu „West Coast”. Oprócz tego przed premierą albumu udostępnione był trzy inne utwory: „Shades of Cool”, „Brooklyn Baby”, „Ultraviolence”.
„The Other Woman” to piosenka autorstwa Jessiego Mae Robinsona, po raz pierwszy nagrana w 1955 roku przez Sarę Vaughan i wydana w maju 1956 jako strona B singla „Fabulous Character”. Później utwór ten wykonywany był m.in. przez Ninę Simone.

## Lista utworów
Standardowa
1. „Cruel World” 6:39
2. „Ultraviolence” 4:11
3. „Shades of Cool” 5:42
4. „Brooklyn Baby” 5:51
5. „West Coast” 4:16
6. „Sad Girl” 5:17
7. „Pretty When You Cry” 3:54
8. „Money Power Glory” 4:30
9. „Fucked My Way Up to the Top” 3:32
10. „Old Money” 4:31
11. „The Other Woman” 3:01

Utwory dodatkowe
W kolejności alfabetycznej:
1. „Black Beauty”[40][41][42] 5:14
2. „Flipside"[40] 5:11
3. „Florida Kilos”[40][41][42] 4:14
4. „Guns and Roses”[40][41][42] 4:30
5. „Is This Happiness”[42] 3:43
6. „West Coast (Radio Mix)”[43][41] 3:49

## Certyfikaty i sprzedaż
| Kraj                         | Certyfikat      | Sprzedaż   |
| ---------------------------- | --------------- | ---------- |
| Australia (ARIA)             | złota płyta     | 35 000+    |
| Austria (IFPI Austria)       | złota płyta     | 7 500+     |
| Brazylia (Pro-Música Brasil) | złota płyta     | 20 000+    |
| Dania (IFPI Danmark)         | złota płyta     | 10 000+    |
| Francja (SNEP)               | platynowa płyta | 100 000+   |
| Kanada (MC)                  | platynowa płyta | 80 000+    |
| Meksyk (AMPROFON)            | złota płyta     | 30 000+    |
| Niemcy (BVMI)                | złota płyta     | 100 000+   |
| Polska (ZPAV)                | platynowa płyta | 100 000+   |
| Stany Zjednoczone (RIAA)     | platynowa płyta | 1 000 000+ |
| Wielka Brytania (BPI)        | platynowa płyta | 300 000+   |
| Włochy (FIMI)                | złota płyta     | 25 000+    |